# Rainer Müller (Taekwondoin)
Rainer Müller (* 22. Dezember 1953; † 10. August 2023) war ein deutscher Taekwondoin und der erste deutsche Weltmeister in dieser Sportart.

## Leben
Müller wurde in den 1970er und 1980er Jahren mit dem RSC Essen insgesamt vier Mal deutscher Mannschaftsmeister im Taekwondo und errang auch mehrfach Einzeltitel. Er gewann bei der WM 1979 in Sindelfingen in der Gewichtsklasse bis 73 Kilogramm als erster Deutscher einen Weltmeisterschaftstitel. Im Jahr zuvor war er bei der EM in München in der Gewichtsklasse bis 74 Kilogramm bereits Europameister geworden. Müller starb am 10. August 2023 im Alter von 69 Jahren an den Folgen einer Krebserkrankung.